# Тейн Мьин
Тейн Мьин (англ. Thein Myint, 14 января 1937, Рангун, Британская Бирма) — бирманский боксёр. Участник летних Олимпийских игр 1956, 1960 и 1964 годов, чемпион летних Азиатских игр 1958 года.

## Биография
Тейн Мьин родился 14 января 1937 года в городе Рангун в Британской Бирме (сейчас Янгон в Мьянме).
Трижды представлял Бирму на боксёрских турнирах летних Олимпийских игр.
В 1956 году вошёл в состав сборной Бирмы на летних Олимпийских играх в Мельбурне. Выступал в весовой категории до 54 кг. Вступил в борьбу с 1/8 финала, где решением судей проиграл Эдеру Жофре из Бразилии.
В 1960 году вошёл в состав сборной Бирмы на летних Олимпийских играх в Риме. Выступал в весовой категории до 54 кг. В 1/16 финала единогласным решением судей победил Шарля Реффа из Люксембурга — 5:0, в 1/8 финала также единогласно выиграл у Мухаммада Насира из Пакистана — 5:0, в 1/4 финала за явным преимуществом соперника проиграл будущему чемпиону Олегу Григорьеву из СССР.
В 1964 году вошёл в состав сборной Бирмы на летних Олимпийских играх в Токио. Выступал в весовой категории до 54 кг. В 1/16 финала нокаутом на 3-й минуте 2-го раунда проиграл Айзеку Арье из Ганы.
В 1958 году завоевал золотую медаль боксёрского турнира летних Азиатских игр в Токио. Выступая в весовой категории до 54 кг, в 1/8 финала по очкам победил Сомсака Пиамчалерна из Таиланда, в 1/4 финала Чун Вон Кана из Южной Кореи, в полуфинале Джасинто Диаса из Филиппин, в финале — Такэо Сузуки из Японии.